# دهستان اهلم‌رستاق شمالی
اهلمرستاق شمالی، دهستانی است از توابع بخش مرکزی شهرستان محمودآباد در استان مازندران ایران.

## جمعیت
براساس سرشماری سال ۱۳۸۵جمعیت آن ۹۹۲۷ نفر (۲۵۹۲ خانوار) بوده‌است.